# Kaplica Czartoryskich na Wawelu
Kaplica pod wezwaniem Męki Pańskiej, zwana Czartoryskich, pierwotnie kapitularz – rzymskokatolicka świątynia o charakterze zabytkowym, należąca do parafii archikatedralnej św. Stanisława BM i św. Wacława w Krakowie. Jest jedną z kaplic publicznych bazyliki archikatedralnej św. Stanisława BM i św. Wacława w Krakowie na Wawelu. Znajduje się w przyziemiu wieży Zegarowej, przy północnej nawie bocznej katedry, na zachód od sieni, prowadzącej do kapitularza.
Z początku kaplica pełniła funkcję kapitularza katedralnego, przeniesionego w XVII w. do osobnego budynku. Na mauzoleum rodowe Czartoryskich zaadaptowano ją w XIX w. Wówczas także przebito wejście do pomieszczenia po dawnej kaplicy Hinczy z Rogowa, w której to zrobiono zejście do Grobów Królewskich.

## Historia
Wybudowaną ok. 1364 r. wieżę zegarową przeznaczono na kapitularz w 1420 r. W 2. ćwierci XV w. pomieszczenie nakryto sklepieniem, a z zewnątrz dolną kondygnację wieży pokryto kamiennym laskowaniem. Kapitularz przeniesiono do nowego budynku ok. 1603 r. W latach 1873–1884 wnętrze przekształcono na kaplicę sumptem księcia Władysława Czartoryskiego, według projektu Teofila Żebrawskiego. Wówczas postawiono obecny ołtarz, na mensie którego ustawiono nastawę w formie tryptyku, wykonaną przez Władysława Brzostowskiego. Wykorzystał on przy tym rzeźby Stanisława Stwosza, pochodzące z tzw. tryptyku Jana Olbrachta z 1501 r. (kaplica Jana Olbrachta), a pozyskane przez księcia Władysława Czartoryskiego. Epitafium Czartoryskiego wykonał Antoni Madeyski. Kolejnej, acz ostatniej przebudowy dokonał architekt Zygmunt Hendel w 1906 r. W 1909 r. Karol Maszkowski wykonał obecną polichromię sklepienia, a rok później wstawiono kratę projektu Zygmunta Hendla.

## Architektura
Bryłę kaplicy tworzy kondygnacja dolna wieży Zegarowej na kwadratowym rzucie. Elewacja pokryta jest kamiennym laskowaniem. Do wnętrza prowadzi neogotycka krata z posążkiem Matki Boskiej z Dzieciątkiem. Przy ścianie północnej znajduje się ołtarz. W tryptyku umieszczone są późnogotyckie rzeźby. W części środkowej usytuowano ukrzyżowanego Jezusa Chrystusa oraz Najświętszą Maryję Pannę, św. Jana Ewangelistę, św. Stanisława ze Szczepanowa i św. Piotra Apostoła, polecających Ukrzyżowanemu klęczącego króla Jana I Olbrachta. Na skrzydłach umiejscowiono sceny Męki Pańskiej. Na ścianie wschodniej znajduje się epitafium księcia Władysława Czartoryskiego i wejście do Grobów Królewskich, natomiast na zachodniej otwór okienny. Kaplica nakryta jest sklepieniem gwiaździstym, pokryte polichromią. W zwornikach znajdują się herby Polski, kapituły krakowskiej i Dębno kard. Zbigniewa Oleśnickiego.